# Георгій Ермонім
Георгій Ермонім, також Георгіос Ермонімос (грец. Γεώργιος Ἑρμώνυμος) або Ермонімос Спартанець (нар. ?Спарта — пом. 1478, Парижі) — грецький письменник, дипломат і вчений XV століття. Перший професор грецької мови в університеті Сорбонна, Париж.

## Біографія
Народився у місті Спарта, навчався у Георгія Пліфона. Один з багатьох грецьких вчених, які залишили свою землю після турецького завоювання. Грецький історик Папаригопулос із надмірною суворістю звинувачує цих вчених в тому, що вони в епоху випробувань залишили свій народ у рабстві та в темряві.
Ермонім вирушив до Італії, в Мілан, де спочатку працював як переписувач. Коли у Парижі виникла гостра потреба у викладачі грецької мови та перекладачі з греки, він вирушив до Франції. Ермонім прибув Париж до 1476 року, де спочатку працював переписувачем при дворі Людовіка XII.
Пізніше, як професор Сорбонни, він отримав доступ до колекцій грецьких книг у бібліотеках Парижа для своєї наукової діяльності. Ермонім став відомим професором грецької мови, серед його учнів були Еразм Роттердамський, Бюде, Йоганн Рейхлін та Якоб Фабер. Ермонім був також залучений до дипломатії. У 1475 році папа Сикст IV, оцінивши дипломатичні здібності Ермоніма, послав його до Англії з метою сприяння звільненню архієпископа Йорка, ув'язненого за вказівкою Едуарда IV. Ермонім деякий час викладав у Лондоні.
Після закінчення своєї місії Ермонім повернувся з Англії в 1476 році, але, не отримавши винагороди за працю, потрапив у боргову в'язницю.
З в'язниці Ермонім написав листа Віссаріонові Нікейському з проханням про допомогу, з якого випливає, що раніше між двома чоловіками не було дружніх відносин. Після тримісячного перебування у в'язниці та за сприяння Віссаріона він був звільнений і написав текст подяки Віссаріону.
Після цього Ермонім став ченцем, діставши ім'я Григорій.
У цей період його учнем був Меланхтон.
Точної датою його смерті ми не маємо. Але в 1478 році він ще жив у Парижі, де склав два листи Рейхліну, один грекою та інший латиною.

## Твори
- Ієронім Харитонім, Гімн мудрому вчителю Георгію Гемісту (див. Пліфон).
- Ода ченця Григорія Георгію Гемісту
- Лист Віссаріону
- Надгробна мова Палеологу
- Похвальне слово Віссаріону
- Життя Мехмеда II
- Латино-грецьке листування
- Переклад з грецької на латину про Порятунок Геннадія Схоларія

## Рукописи
- Minuscule 30
- Minuscule 70
- Minuscule 287
- Minuscule 288